# Румяна Йовева
Румяна Йовева е българска литераторка и педагожка. Автор е на множество статии, монографии, учебници. Членува в Специализирания научен съвет по педагогика (СНСП) към ВАК. Тя е дългогодишен преподавател в Шуменския университет „Епископ Константин Преславски“, в периода 1983 – 1986 г. и 1993 – 1994 г. е заместник-ректор на университета. През 2009 г. е удостоена със званието „Почетен гражданин на Шумен“.

## Биография
Родена е на 23 октомври 1938 година в град Каспичан, Царство България. Завършва специалност Българска филология в Софийския университет през 1964 година. От 1980 г. е преподавател в Шуменския университет. Защитава докторат по нова българска литература през 1979 г. От 1983 г. е доцент по нова българска литература. През 2000 г. защитава дисертация за получаване на научното звание доктор на педагогическите науки. Нейният докторат върху философско-историческите романи на Емилиян Станев предизвиква изключителен интерес у нас през 1979 г. и е издаден по-късно. Чете лекции по методика на литературното образование и по проблеми на новата българска литература в Шуменския университет и спецкурсове в същите области в Софийския университет (1993 – 1997), както и в различни квалификационни форми, организирани от регионалните инспекторати по образование в страната. Над 10 години ръководи Катедрата по родноезиково и литературно образование. Има над 15 рецензии на научната продукция на кандидати за получаване на научни степени и звания в специализираните научни съвети по литературата и по педагогика. Многократно рецензира учебници и учебни пособия по литература за средното училище по покана на МОН. Под нейно ръководство са защитени над 30 дипломни и 25 специализантски работи. Участва в редакторската колегия на списание „Български език и литература“.